# Mordellistena frosti
Mordellistena frosti är en skalbaggsart som beskrevs av Liljeblad 1918. Mordellistena frosti ingår i släktet Mordellistena och familjen tornbaggar. Inga underarter finns listade i Catalogue of Life.